# Хрусткий рис
Опалений рис, також відомий як хрусткий рис, — тонка скоринка злегка підрум'яненого рису на дні посуду. Він виготовляється під час варіння рису під прямим нагріванням від полум'я.

## Різновиди

### Китай

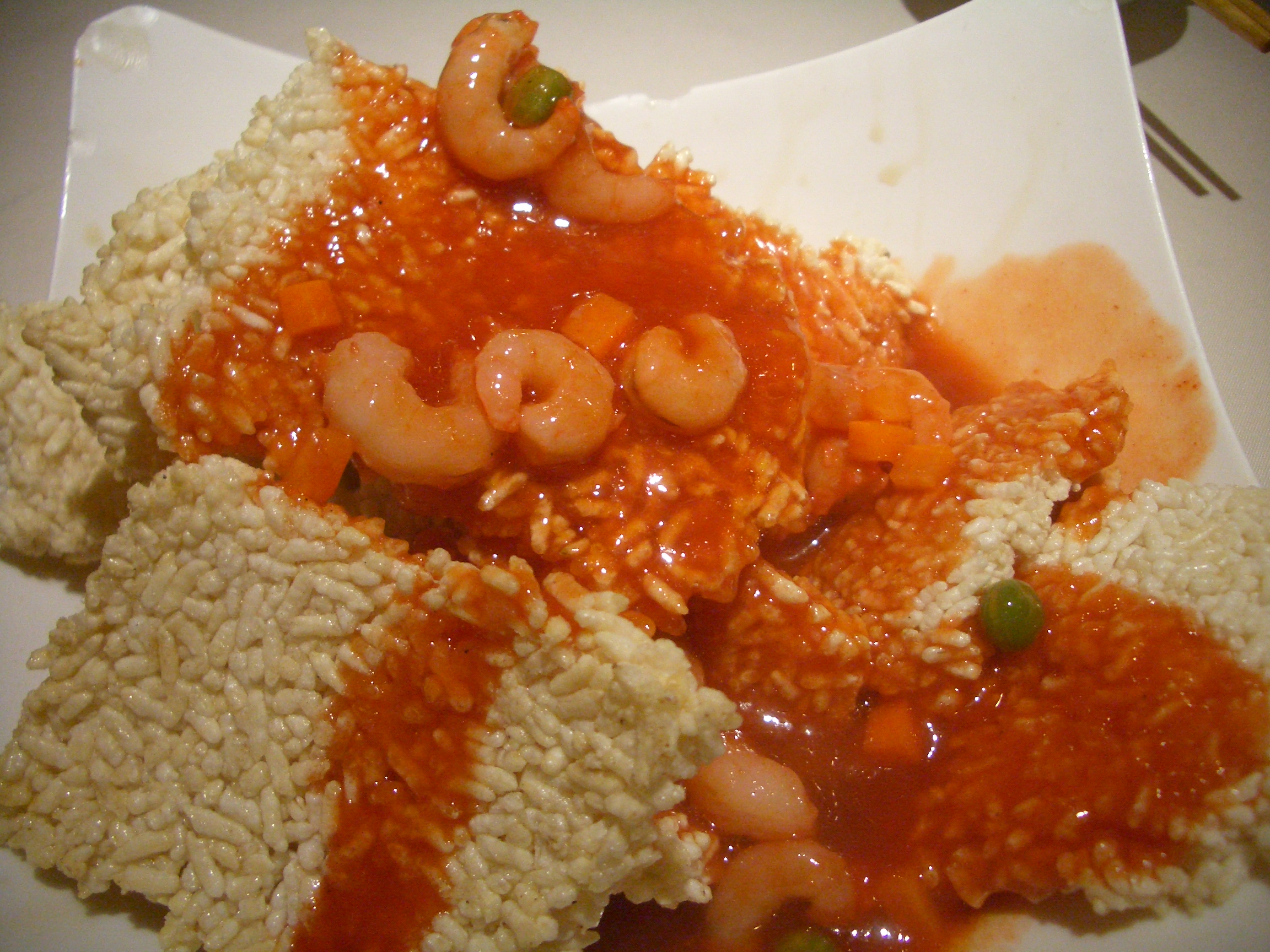
Солодкі і кислі креветки в шанхайському стилі подаються на гуобі, що виробляється на ринку

Guōbā — їдять як закуску, використовують як інгредієнт в стравах з густими соусами, або подають у супах і у тушкованих стравах.
Guoba, яку іноді називають ми Guoba (✶ В 鍋 巴, літ рис Guoba) є китайським харчовим інгредієнтом, що складається з випаленого рису. Традиційно губа утворюється під час кип'ятіння рису при прямому нагріванні від полум'я. Це призводить до утворення скоринки випаленого рису на дні вока або посуду для приготування їжі. Цей випалений рис має тверду і хрустку текстуру з легким підсмаженим ароматом, і його іноді їдять як закуску.
Губа також використовується як інгредієнт у багатьох китайських стравах з густими соусами, оскільки м'який смак випаленого рису набуває аромат соусів. Гобу також подають у супах і тушкованих стравах, а також провідне місце в кухні сичуань. Оскільки попит на губу випереджає традиційне виробництво, а сучасні способи приготування рису (в електричних плитах для рису) не виробляють його, губа комерційно виготовляється з кінця XX століття.
[джерело?]
У гонконгських та кантонських районах Китаю хрусткий рис відомий як фан-зил (飯 焦, освітлена рисова кора).

### Індонезія

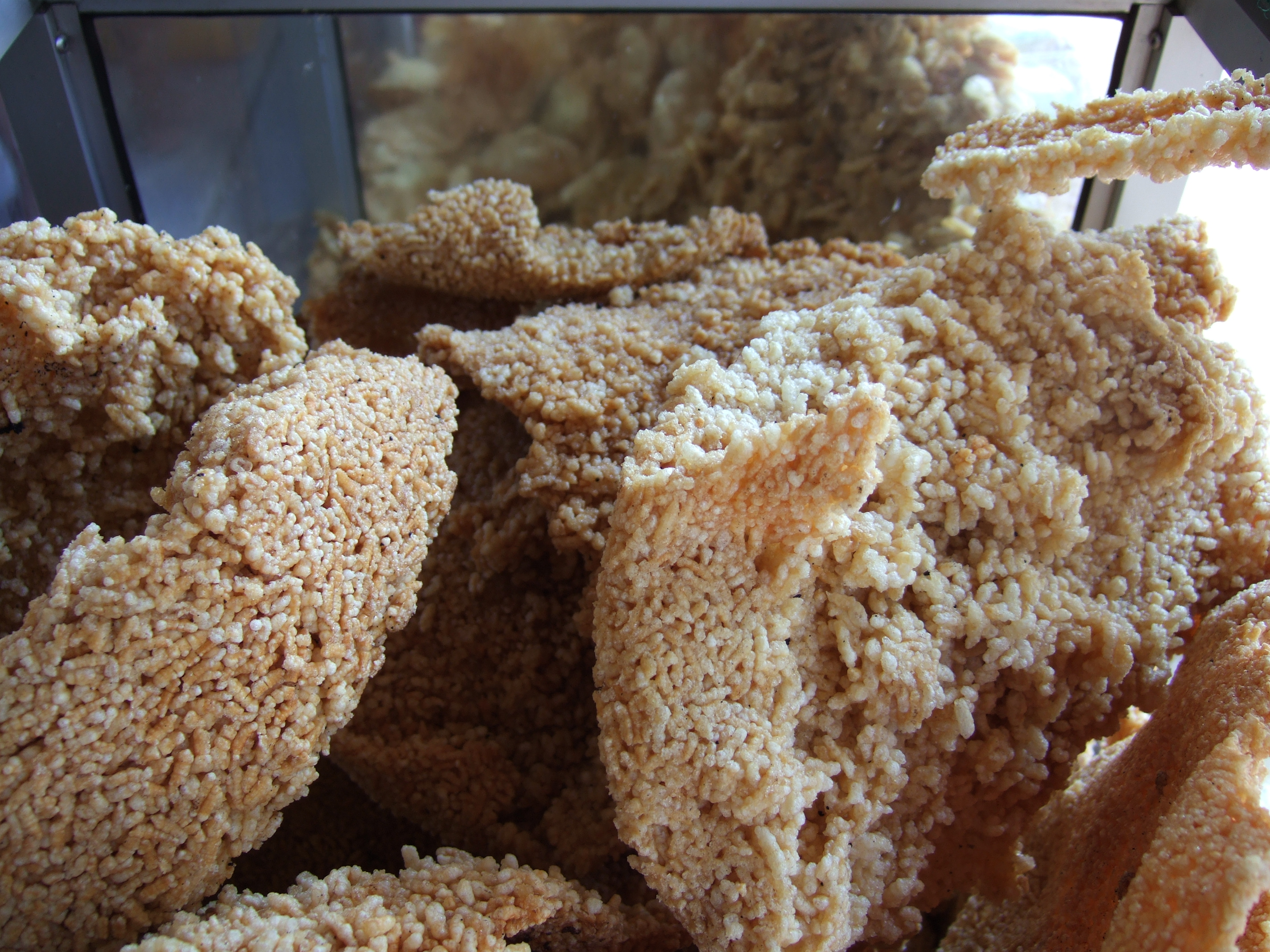
Великий інтип продається в Cirebon

В Індонезії, особливо Центральній Яві, обпалений рис називають intip , він подається у вигляді крекеру. Рисовий крекер виготовляється із затверділого напівгорілого рису, який прилипає до внутрішнього дна посудин для приготування рису. Ці кухонні посудини наповнені водою, щоб послабити застряглий рис. Після того, як він відокремився від посудини для приготування їжі, застряглий рис сушиться на сонці, поки він не втратить весь свій рідкий вміст. Висушений липкий рис згодом глибоко обсмажується у великій кількості олії для створення хрусткого рисового крекеру.
В Індонезії є подібний рисовий крекер під назвою rengginang. Однак, на відміну від intip, він виготовляється не з випаленого рису, який прилипає на дні посуду для приготування рису, а створений окремо з пропареного липкого рису, відвареного, приправленого, виготовленого до плоскої і округлої форми та висушеного на сонці перед глибоким обсмажуванням у достатній кількості рослинної олії.

### Іран

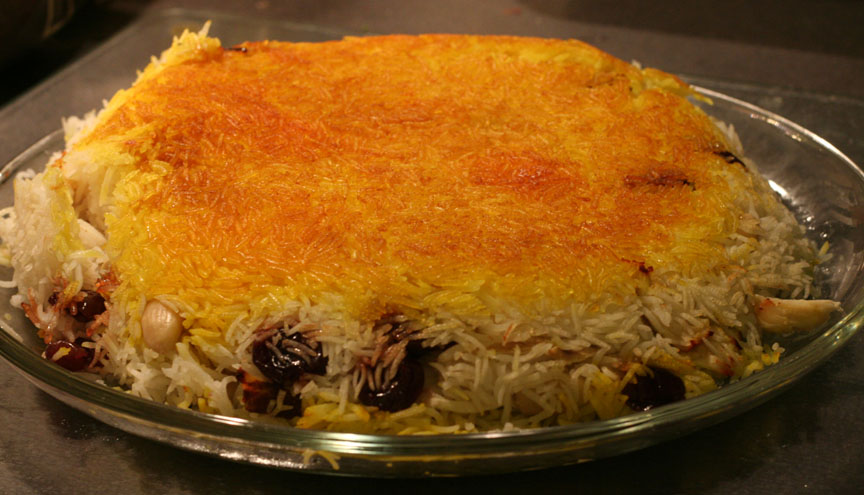
Вишнева страва з рисом з тахдігом або альбалу-пулом ба тахдік-мааст.

В Ірані рис, хліб або картопля з дна горщика називають Тахдігом (перс. ته دیگ, tah «дно» + dīg «горщик») — страва іранської кухні, що складається з хрусткого рису, взятого з дна горщика, в якому вариться рис (chelow). Його традиційно подають гостям під час їжі. Інгредієнти, які зазвичай додають у тахдіг: йогурт та шафран, хліб, картопля, помідор та такі фрукти, як вишня.
Різновиди тахдигу включають розміщення тонких овочевих скибочок на дні горщика, тому вони хрусткі замість рису, до цих овочів належать картопля, морква та салат. Іранці іноді застосовують цей спосіб приготування і до спагеті, забезпечуючи затверділу основу.

### Ірак
Приготування іракського рису подібне до способу, що застосовується для перської чепурки, багатоетапний процес, призначений для отримання ніжних пухнастих зерен рису. Видатним аспектом приготування рису в Іраку є хікаке, хрустка скоринка на дні. Він трохи відрізняється від перського тахдига, який є єдиним товстим шматочком; hikakeh також містить трохи пухкого рису. Перед подачею hikakeh розбивають на шматочки, щоб кожен був забезпечений разом з пухнастим рисом.

### Японія

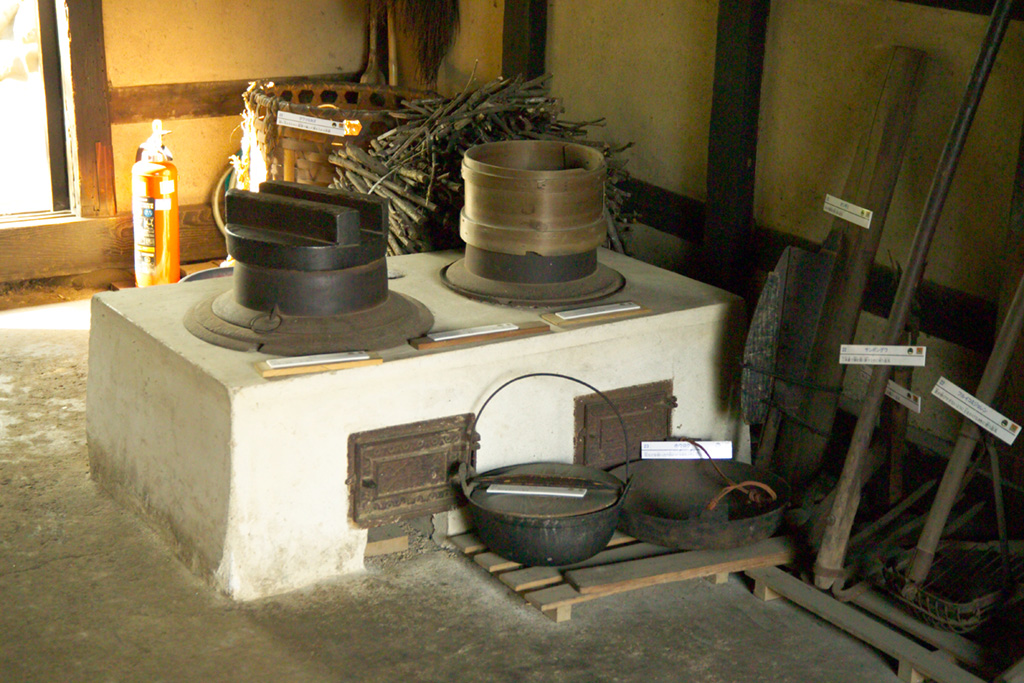
Традиційне камідо в японському музеї

Поки електричні плити для приготування рису не стали загальноприйнятими в 20 столітті, рис в Японії готували в камедо, традиційній печі, нагрітій дровами або деревним вугіллям. Оскільки регулювати тепло вогню на дровах або деревній вугіллі складніше, шар рису на дні горщика часто злегка спалюється під час готування; цей шар, званий окоге, не відкидався, а ївся з овочами або змочувався водою, супом чи чаєм.
Окоге все ще їдять в японській кухні і є важливою частиною страви з кайсекі, яку подають на чайних церемоніях, де зазвичай подають з гарячою водою та соліннями як завершальний курс. Має хрустку текстуру і горіховий аромат.
Оскільки температура приготування сучасних електричних плит для рису точно регулюється, okoge зазвичай не утворюється природним шляхом під час готування. Однак на ринку Японії є кухонні плити, які облаштовують навколо. Окоге також можна зробити, обсмаживши варений рис на сковороді.

### Корея

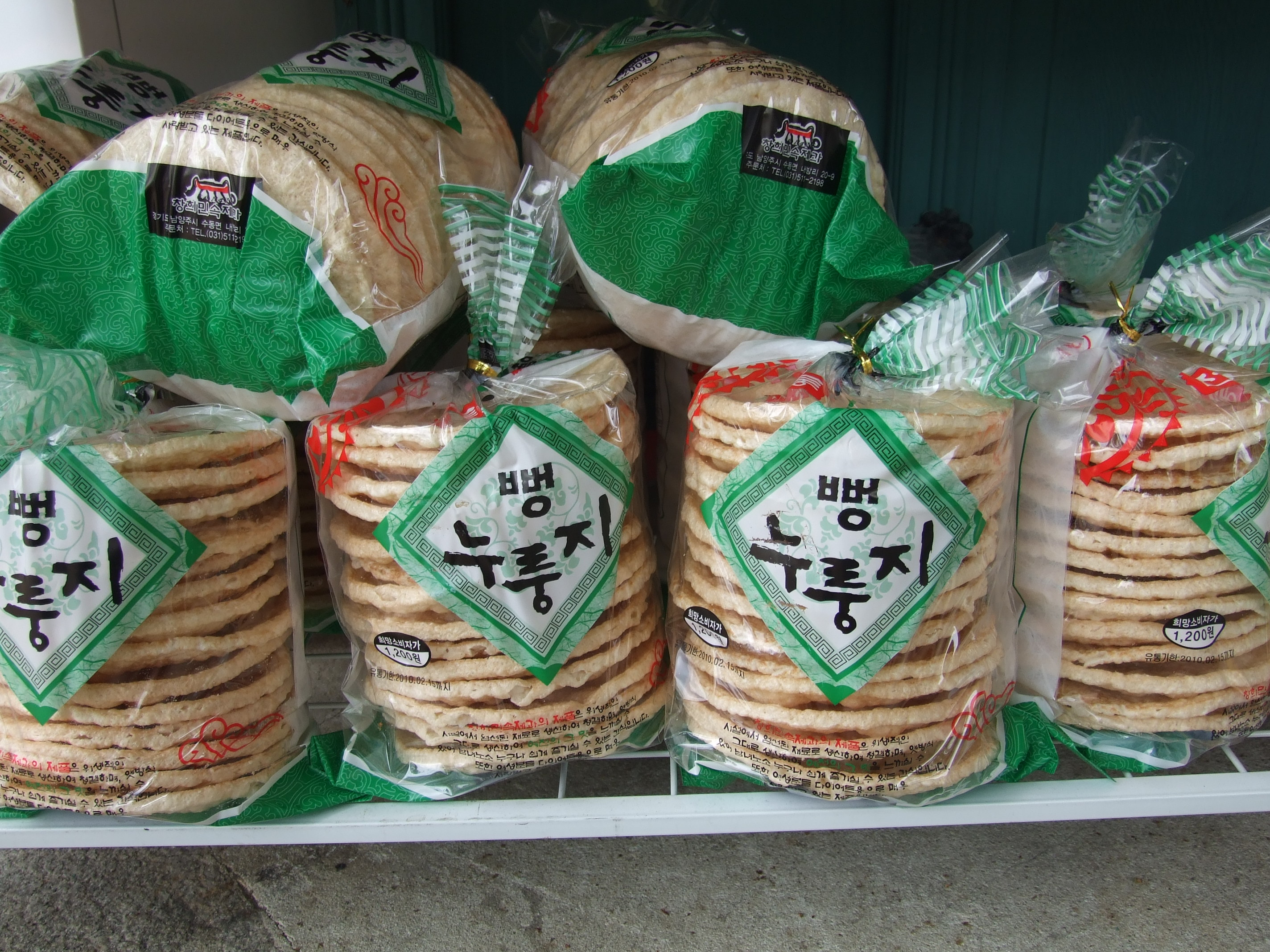
Комерційно продається закуска нурунджі

Нурунджі (누룽지) їдять як закуску, настоюють у гарячій воді для приготування сунгнюна (випаленого рисового чаю) або перекип'ячують у воді для приготування джеку (каші).
Nurungji (Хангиль : 누룽지) або випалений рисом є традиційною корейської їжею зроблені з випаленого рису. Після закипання та подачі рису тонка скоринка випаленого рису зазвичай залишиться на дні посуду. Цей пожовтілий випалений стан по-корейськи описаний як нуреун (눌 은); nurungji походить від цього прикметника.
Нурунджі можна їсти у своєму хрусткому стані як закуску або як рисовий чай після їжі, додаючи гарячу воду, або повторно кип'ятившись з водою, щоб зробити нуреун бап (눌은밥) або нурунгджі бап (누룽지 밥). Нурунджі у своєму широкому розумінні також відноситься до хрусткої скоринки, яка утворюється на дні горщиків і каструль при приготуванні різних рисових страв, таких як dolsot bibimbap (돌솥 비빔밥) і bokkeumbap.
Нурунджі традиційно відомий своїми лікарськими властивостями. Відповідно до записів у медичній книзі 17 століття « Донгуй Богам», нурунгджі називали чвігунбаном (취 건반, 炊 乾飯) і вважали засобом «коли їжа не ковтає легко, розладжує шлунок і викликає блювоту». Він також похваляється як добробут (sic) їжа в Південній Кореї.
Південнокорейські компанії зробили нурунджі доступними в різних заздалегідь упакованих формах приблизно в середині 2000-х. Крім солодких смажених нурунджі- закусок та моментальних нурунгджі для виготовлення нуренбаба, були розроблені також багато продуктів смаку нурунгджі, такі як цукерки та чай. Нурунгі також використовується як інгредієнт для різноманітних нових страв, таких як нурунгджі беексюк і піца нурунджі.
Згадки про нурунджі у фольклорі є найпоширенішими, найвідомішою є народна пісня, що визнає труднощі запам'ятовування тисячі класиків героїв. Рядки змінюються від початкового співу на розумну риму, яка вільно перекладається на «небо хеон (天), земля джи (地), нурунгджі в гамасот (казан горщик)». (По-корейськи: «하늘 천, 땅 지, 가마 솥 에 누룽지»).

### Латинська Америка
Випалений рис відомий як какабський кукуйо, пегао, коколон, конколон, распа, распадо та конкон. У колумбійської кухні, випалений рису називається cucayo, PEGA або Рябо. Його часто вживають з овочевими начинками у вигляді сухарів, або подають у супах. Його також їдять самостійно або використовують для виготовлення залишків. У домініканській кухні випалений рис називають конконом, хоча це слово може стосуватися і хрусткої, підсмаженої нижньої сторони інших видів їжі. У пуерториканській кухні випалений рис називають пегао. В Еквадорі кукаю (кукайо) — назва харчових продуктів, призначених для подорожей, похідних від кукаю (кечуа для раціону коки).

### Філіппіни
Тутун (Тагалог) або Дюко (Себуано, «приклеїти») використовується для найрізноманітніших страв філіппінської кухні, навіть як ароматизатор для морозива. Деякі люди можуть вважати це їжею для бідних, але інші їдять її, тому що їм подобається смак.

### Іспанія
Сокаррат може також позначати кірку, яка утворюється на дні каструлі при варінні паелли. [2]

### В'єтнам
У в'єтнамській кухні його називають cơm cháy (буквально «випалений рис»). Зазвичай його обсмажують на олії до золотисто-коричневого кольору, потім присипають шампанською (свинячою ниткою) або tôm kô (сушеними креветками), mỡ hành (подрібненими скальонами, приготованими заливанням киплячої олії над ними, щоб звільнити їх аромат), і пасту чилі для виробництва популярної страви під назвою cơm cháy chà bông або cơm cháy tôm khô (хоча можна використовувати і свинину, і креветки; в такому випадку страва називається cơm cháy chà bông tôm khô або cơm cháy tôm khô chà bông). Cơm cháy може бути виготовлений із кірки рису, що залишився від варіння рису в залізній каструлі, або, частіше з часу появи електричних варильних плит в кінці 20 століття, з залишкового рису, який смажився в олії на сильному вогні, щоб отримати хрустку текстуру.